# Eurystyles cornu-bovis
Eurystyles cornu-bovis är en orkidéart som beskrevs av Dariusz Lucjan Szlachetko. Eurystyles cornu-bovis ingår i släktet Eurystyles och familjen orkidéer. Inga underarter finns listade i Catalogue of Life.